# Kronberg (Berg)
Der Kronberg ist ein 1662,8 m ü. M. hoher Berg südlich von Jakobsbad im Kanton Appenzell Innerrhoden in der Schweiz und gehört zu den Appenzeller Alpen. Die Bergstation der Luftseilbahn Jakobsbad–Kronberg steht auf dem Gebiet des Bezirks Gonten, die Bergspitze auf Gebiet des Bezirks Schwende-Rüte. Der Kronberg ist bekannt für seine Fernsicht von der Innerschweiz bis ins Allgäu sowie die Aussicht auf die Berge des Alpsteins, dem er nördlich vorgelagert ist.

## Name
Im lokalen Dialekt heisst der Kronberg [ˈxrobɛg], mit normalerweise kurzem -o-. Der Berg ist schon im Mittelalter belegt (Ende 9. Jhd. Chraunberch, 1071 Chranperche, ca. 1280 Cramberch).

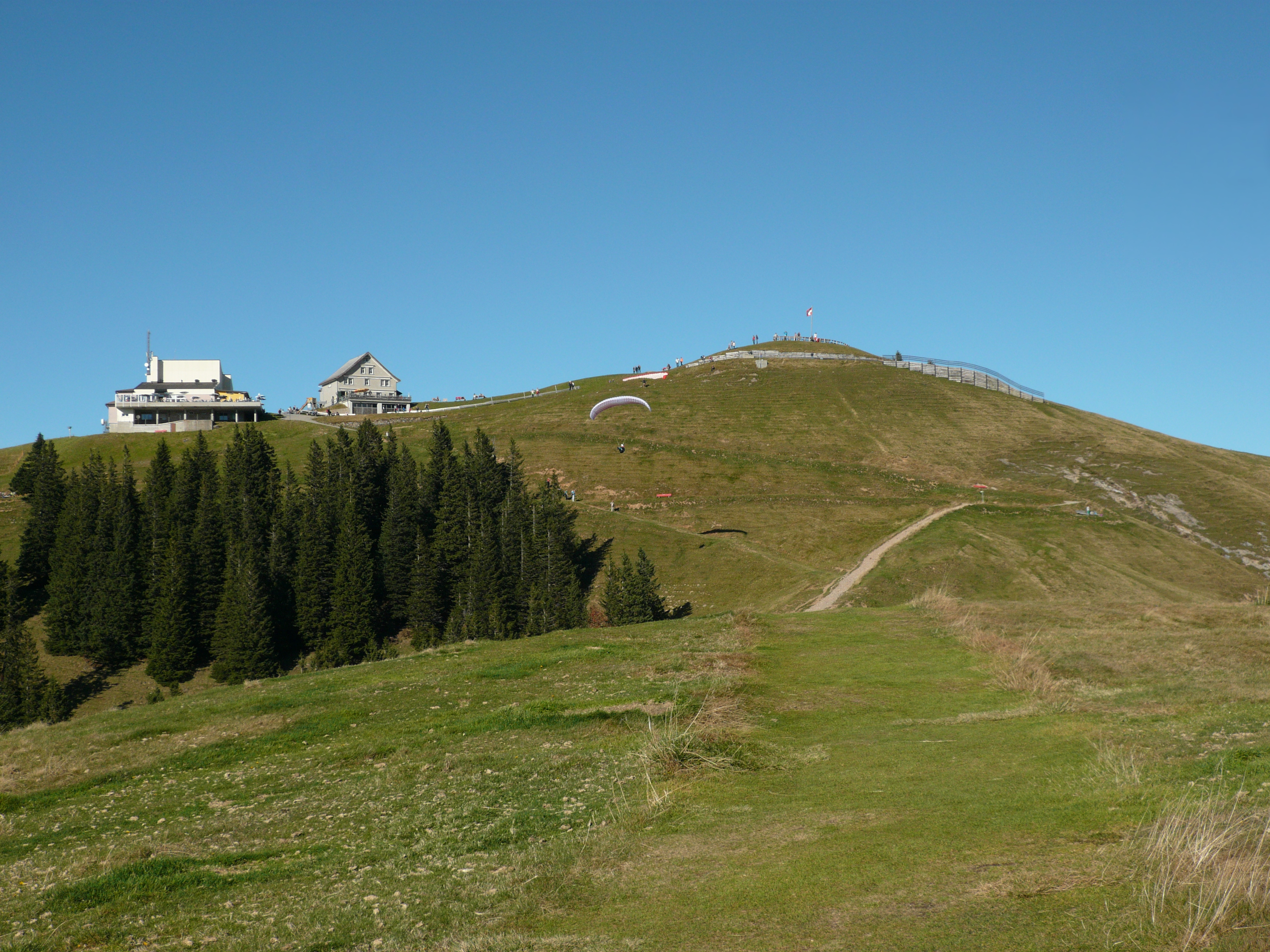
Gipfelbereich von Süden
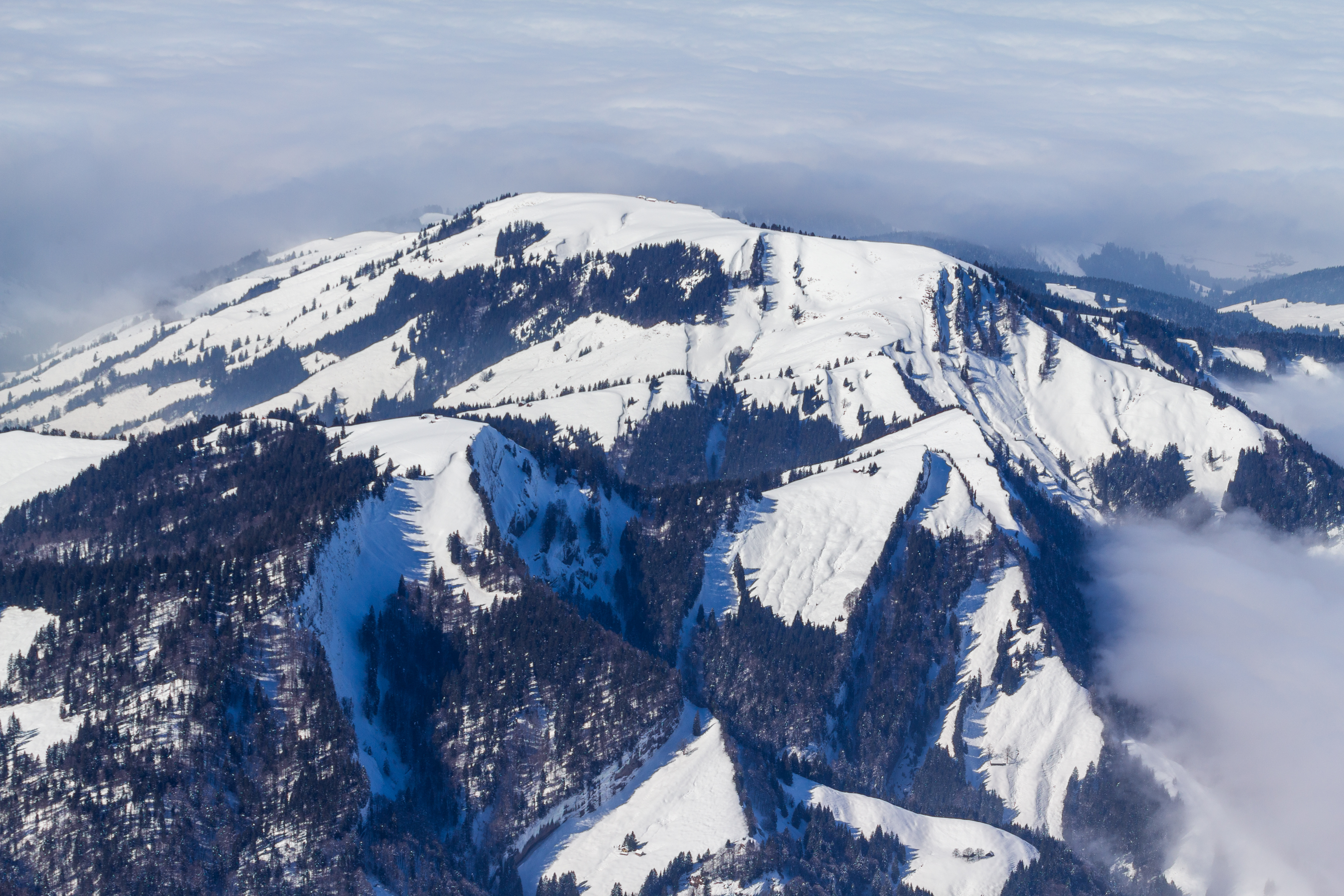
Kronberg im Winter (Ansicht vom Säntis)
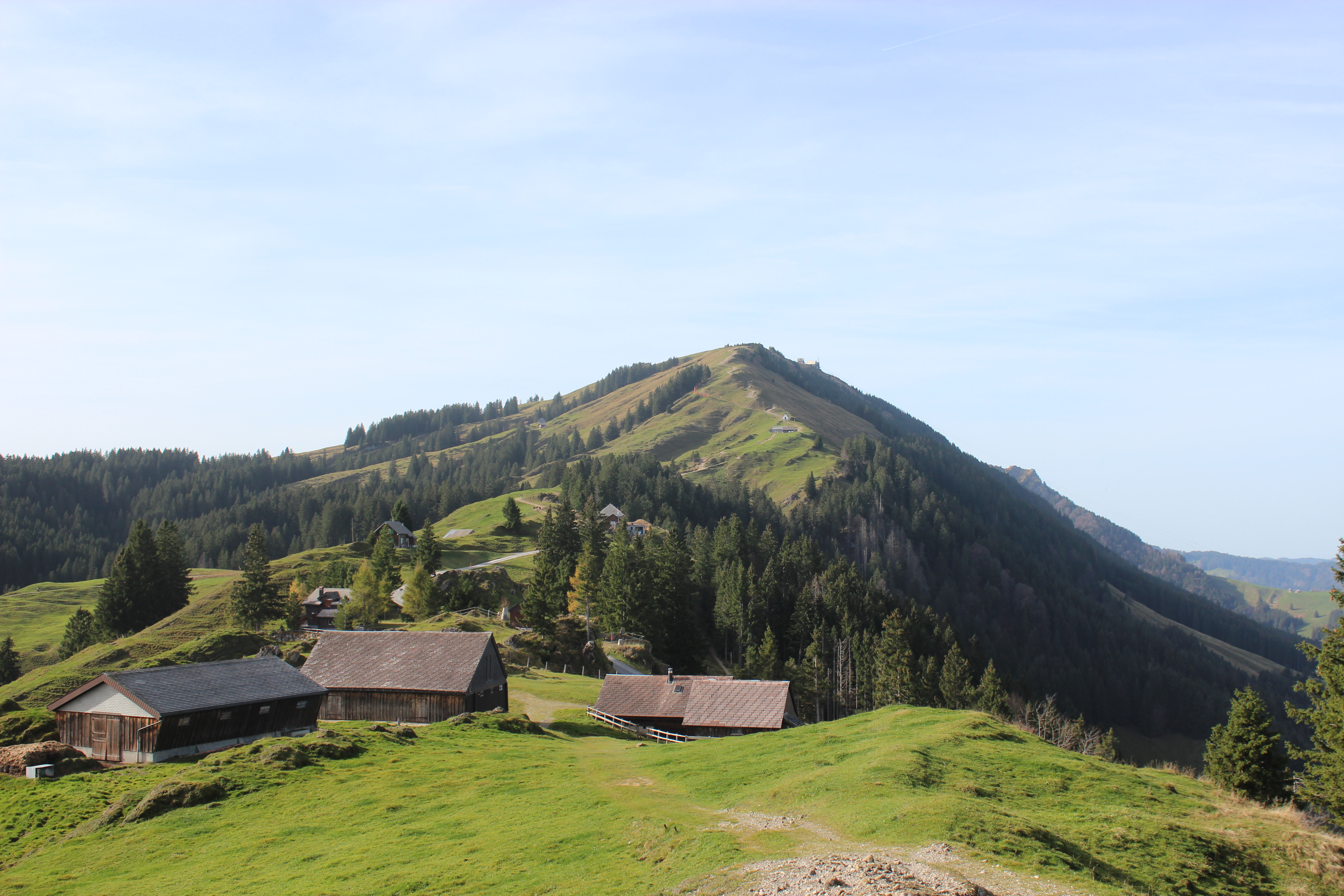
Aus Nordosten
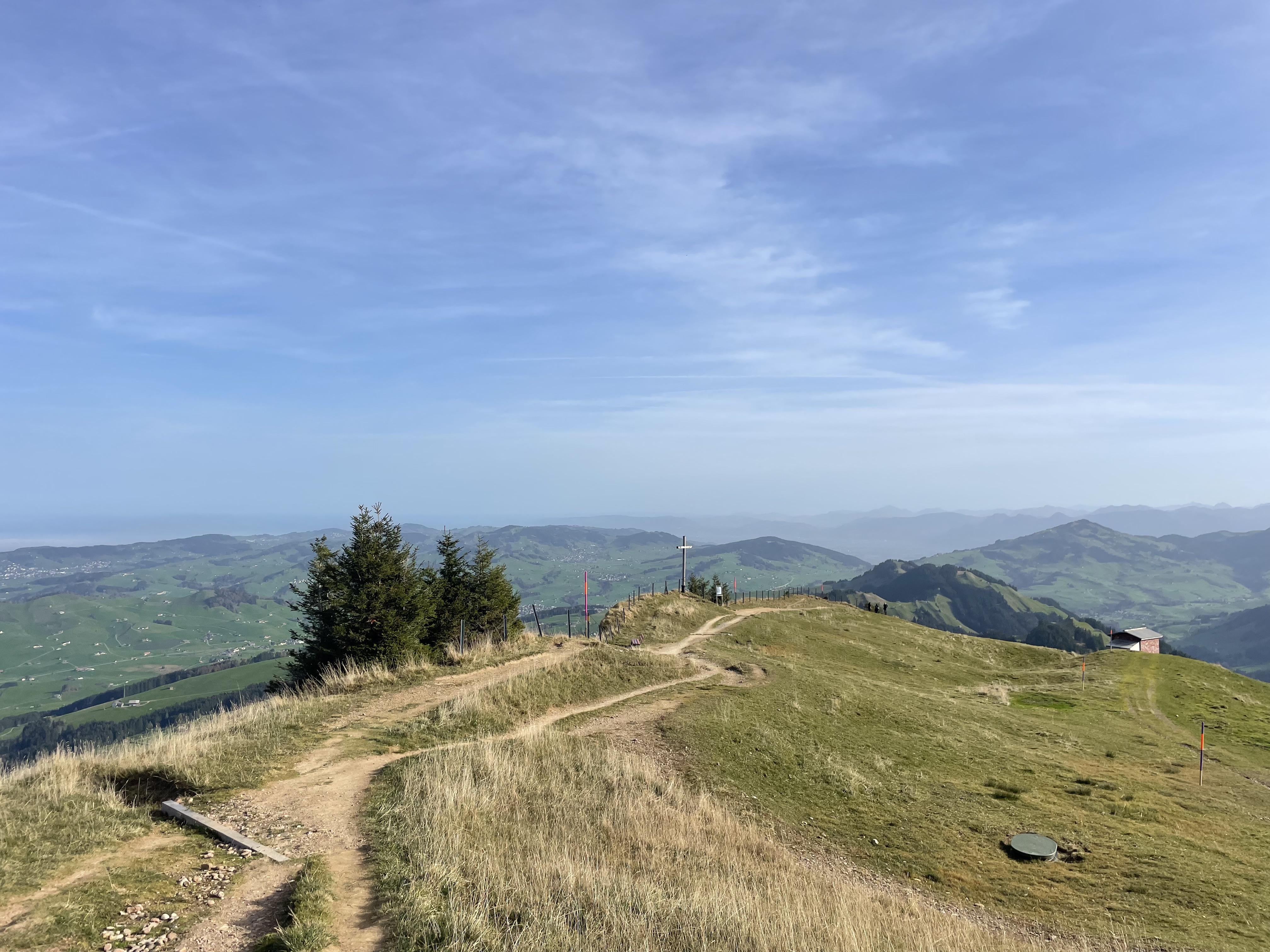
Weg Richtung Appenzell
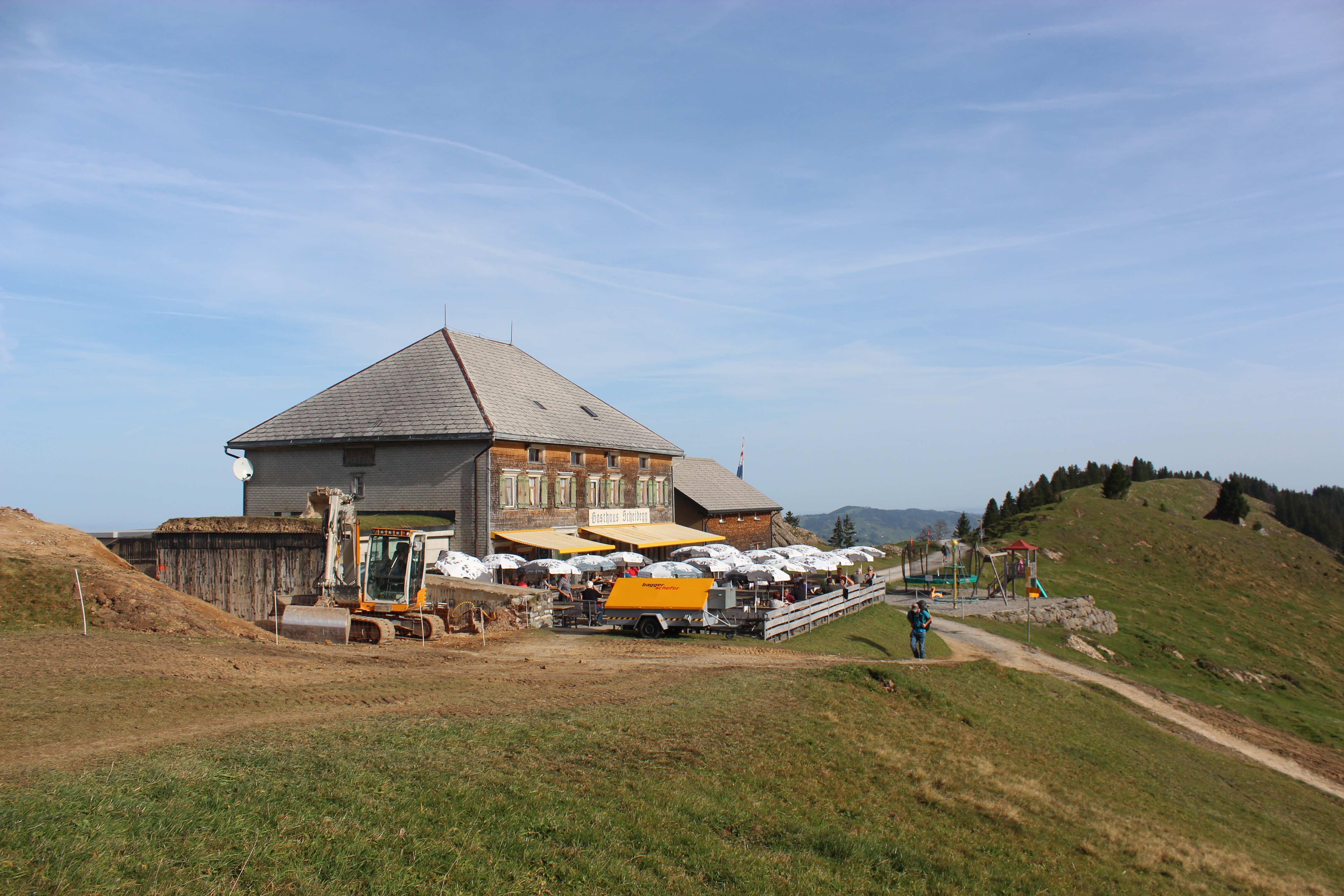
Wirtschaft Scheidegg
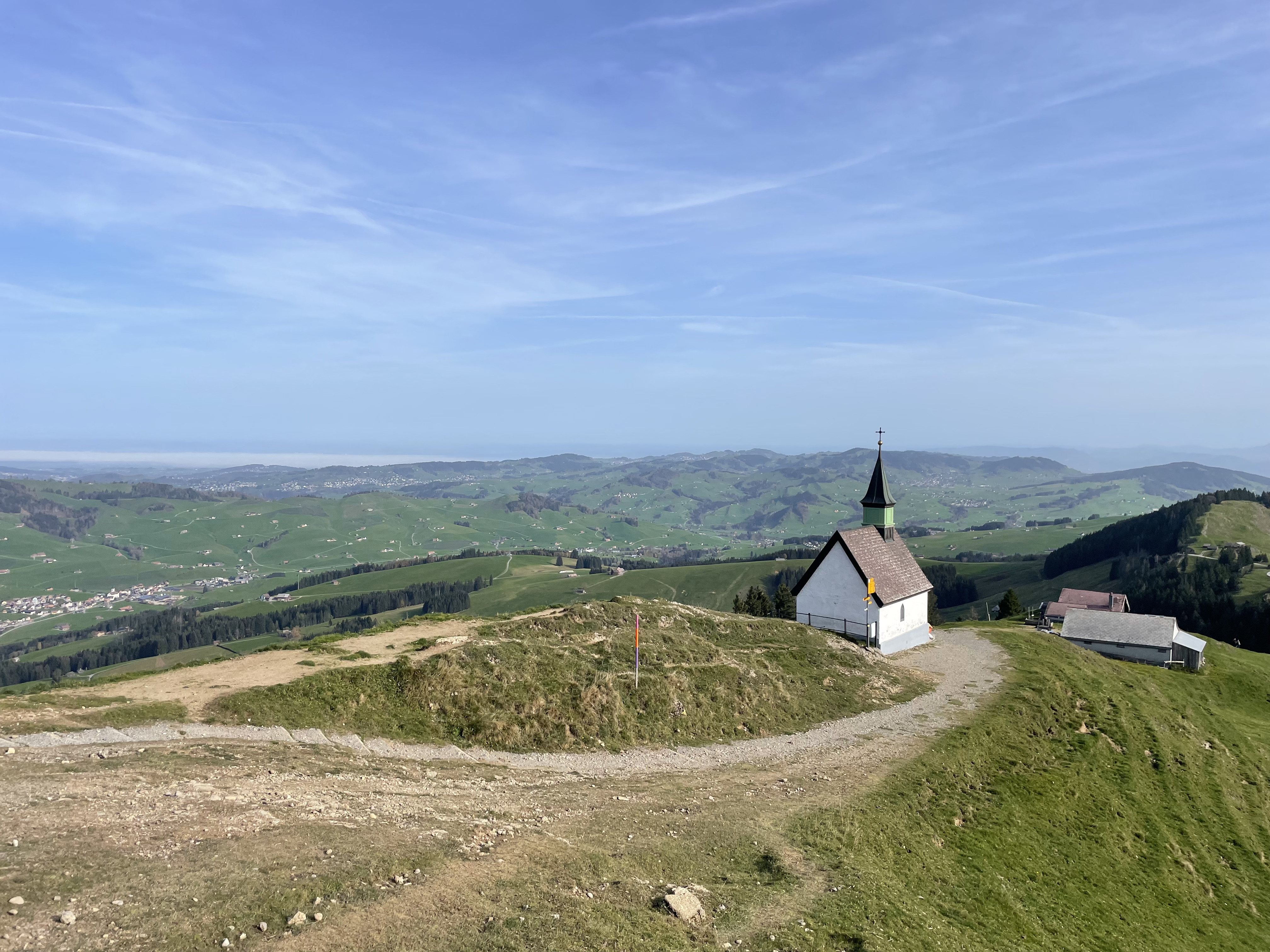
Jakobskapelle

## Erschliessung und Tourismus
Der Kronberg ist von Jakobsbad aus auf mehreren Wanderwegen und mit der Luftseilbahn zu erreichen. Mit einer Wanderung kann man den Kronberg auch gut von Appenzell von Nordosten her erreichen, ebenso von der Schwägalp auf der südlichen Seite. Im Winter führt ein 7 Kilometer langer, präparierter Schlittelweg über die Alp Scheidegg hinunter nach Jakobsbad.
Der Kronberg bildet als leicht besteigbarer Berg ein beliebtes Ausflugsziel und kann auch im Winter auf ausgeschilderten Schneeschuhtouren oder Winterwanderwegen gut erwandert werden.
Am Nordhang des Kronbergs steht die Quelle «Jakobsbrunnen» (1515 m ü. M.), benannt nach dem Hl. Jakob, östlich davon die Kapelle St. Jakob (1450 m), am Wanderweg zwischen dem Gipfel des Kronbergs und der Alp Scheidegg.
Die Sommerrodelbahn des Systems Alpine-Coaster bei der Talstation der Kronbergbahn ist seit Juni 1999 in Betrieb. Zwei grosse Spielplätze nahe der Talstation, eine Zipline sowie eine "Märliwelt" sind für die Öffentlichkeit zugänglich.